# Max Bunker Press
Max Bunker Press (abbreviato MBP) o Max Bunker Production è stata una casa editrice fondata da Luciano Secchi nota per aver pubblicato la testata Alan Ford dopo la chiusura del precedente editore, l'Editoriale Corno, nel 1983.
A 30 anni di distanza, nel 2013, Luciano Secchi decide di passare il testimone della gestione editoriale alla figlia Raffaella (mantenendo quella artistica in qualità di consulente) e per questo viene fondata la 1000 Volte Meglio Publishing che subentra di conseguenza alla  MBP, che viene chiusa.

## Pubblicazioni parziali
- Alan Ford; (1983-2013)
- SuperComics;[3]
- Bhang[4]
- Angel Dark[5]
- Kerry Kross

## Filmografia
- Delitti, amore e gelosia (1982)
- Alan Ford e il gruppo TNT contro Superciuk (1988)